# Montcada i Reixac
Montcada i Reixac – miasto w Hiszpanii, we wspólnocie autonomicznej Katalonia, w Barcelona (prowincja). W 2008 liczyło 32 750 mieszkańców.

## Miasta partnerskie
- Águilas, Hiszpania